# Plattmakers

Logo van Plattmakers.de

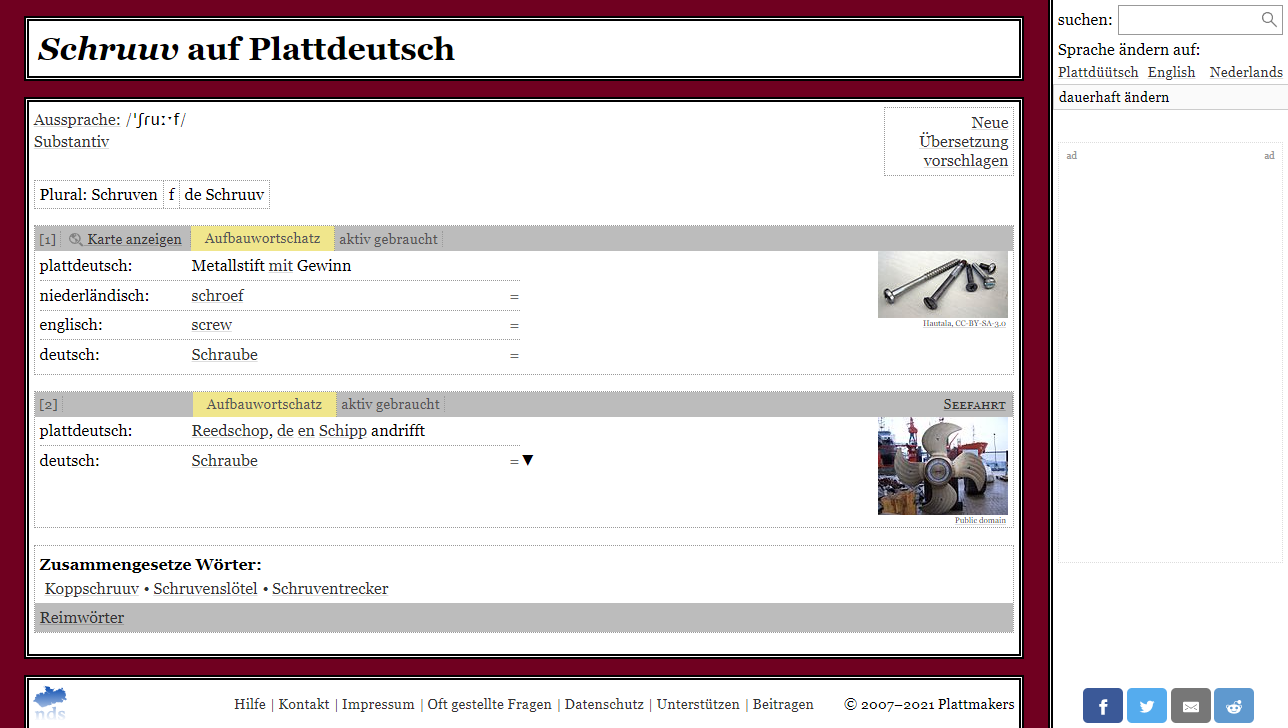
Voorbeeld van een ingevoerd woord (Schruuv [schroef])

Plattmakers is een Nedersaksisch online-woordenboek. Het bevatte in oktober 2023 ruim 22.000 begrippen.
De website is opgestart in 2009. In het gegevensbestand van Plattmakers worden woorden opgeslagen in een spelling die de vorm van het woord in de tijd van het Oudsaksisch (rond het jaar 700) weergeeft. Op basis hiervan wordt vervolgens een moderne spelling geconstrueerd door chronologisch alle klankverschuivingen door te voeren die zich sindsdien hebben voorgedaan.
Het Nedersakisisch taalgebied is op Plattmakers opgedeeld in 128 dialectgebieden. De interface is beschikbaar in Nedersaksisch, Duits, Nederlands en Engels. Naast woordverklaringen in het Nedersaksisch worden er vertalingen in het Duits, Nederlands en Engels gegeven.